# 1. Līga 2002
La 1. Līga 2002 è stata l'11ª edizione della seconda divisione del calcio lettone dalla ritrovata indipendenza. L'RKB-Arma Rīga ha vinto il campionato ottenendo la promozione in massima serie.

## Stagione

### Formula
Le otto squadre partecipanti si affrontavano in doppi turni di andata e ritorno per un totale di 28 incontri per squadra. La vincitrice veniva promossa in Virslīga 2003, mentre l'ultima classificata era retrocessa in 2. Līga.
Erano assegnati tre punti per la vittoria, uno per il pareggio e zero per la sconfitta.

## Squadre partecipanti
| Club               | Città      | Stagione precedente                                                          |
| ------------------ | ---------- | ---------------------------------------------------------------------------- |
| Ditton             | Daugavpils | 1º nel girone Ziemelaustrumlatija di 2. Līga, 1º nel girone finale, promosso |
| Dižvanagi Rēzekne  | Rēzekne    | 8° in 1. Līga, retrocesso e in seguito ripescato                             |
| Lido-Nafta Rīga    | Rīga       | 6° in 1. Līga                                                                |
| Multibanka Rīga    | Rīga       | 3° in 1. Līga                                                                |
| RAF Jelgava        | Jelgava    | 4° in 1. Līga                                                                |
| RKB-Arma Rīga      | Rīga       | 2° in 1. Līga                                                                |
| Robežsardze Ludza  | Ludza      | 5° in 1. Līga                                                                |
| Zibens/Zemessardze | Daugavpils | 8° in Virslīga 2001, retrocesso                                              |

## Classifica finale
|  | Pos. | Squadra            | Pt | G  | V  | N | P  | GF  | GS  | DR   |
|  | ---- | ------------------ | -- | -- | -- | - | -- | --- | --- | ---- |
|  | 1.   | Auda Ķekava        | 69 | 28 | 22 | 3 | 3  | 131 | 32  | +99  |
|  | 2.   | Ditton             | 64 | 28 | 19 | 7 | 2  | 94  | 22  | +72  |
|  | 3.   | Zibens/Zemessardze | 55 | 28 | 17 | 4 | 7  | 63  | 45  | +18  |
|  | 4.   | Multibanka Rīga    | 48 | 28 | 14 | 6 | 8  | 63  | 39  | +24  |
|  | 5.   | RAF Jelgava        | 38 | 28 | 12 | 2 | 14 | 47  | 47  | +0   |
|  | 6.   | Lido-Nafta Rīga    | 24 | 28 | 7  | 3 | 18 | 43  | 66  | -23  |
|  | 7.   | Dižvanagi Rēzekne  | 21 | 28 | 6  | 3 | 19 | 50  | 95  | -45  |
|  | 8.   | Robežsardze        | 2  | 28 | 0  | 2 | 26 | 14  | 159 | -145 |

## Verdetti finali
- RKB-Arma Rīga promosso in Virslīga 2003.
- Robežsardze' retrocesso in 2. Līga.